# Kostel svatého Jiří (Loučná Hora)
Římskokatolický Kostel svatého Jiří v Loučné Hoře (dnešní části obce Smidary, okres Hradec Králové) v dnešní podobě pochází z 18. století. Jeho výstavba započala roku 1778, roku 1780 byl vysvěcen a dokončen roku 1782.
Pozdně barokní roubený kostel je umístěný uprostřed bývalého hřbitova v centru obce na místě starší dřevěné kostelní stavby. O jejím stáří ani podobě nelze nic bližšího říci, protože se kromě několika zmínek nedochovaly žádné doklady. V jihozápadním cípu hřbitova se nalézá samostatně stojící dřevěná zvonice štenýřového typu, postavená roku 1942 podle vzoru původní zvonice a s použitím části původních trámů.
Kostel zasvěcený svatému Jiří začal chátrat již na přelomu 19. a 20. století, v roce 1929 musel být kvůli dezolátnímu stavu uzavřen. Později byl předán místnímu národnímu výboru, sloužil např. jako sklad stavebního materiálu. V 70. letech z něj začala opadávat omítka, díky čemuž se objevila původní roubená stavba. Po dohodě s památkáři bylo rozhodnuto o opravách kostela.

## Popis kostela
Kostel je vybudovaný na symetrické podélně-centrální dispozicí, která typologicky vychází z barokní zámecké architektury. Tvoří ji střední kubická hmota se skosenými rohy. K ní po stranách přiléhají dvě užší, shodně vysoké, zcela symetricky formované kubické boční části s taktéž skosenými vnějšími rohy. V každé ze tří části budovy je v jižní i severní stěně prolomeno jedno rozměrné okno, ve středním díle je pod oknem navíc umístěn ještě vstup (opět v jižní i severní stěně). Střední část slouží jako chrámová loď, východní obsahuje presbytář, západní kruchtu. K tomuto trojdílnému jádru navíc přiléhají ještě dva, výrazně nižší, opět symetricky utvářené boční přístavky, které sloužily jako sakristie a márnice. Budova je osazena střechami krytými šindelem, na středním díle a krajních nižších přístavcích mansardovými. Střední díl stavby vrcholí sanktusovou věžičkou. Dřevěná konstrukce byla původně (až do třicátých let dvacátého století) v interiéru i exteriéru omítnuta, takže se nikterak viditelně neprojevovala. Vnější plášť byl opatřen lisénovými rámy a šambránami. Výrazná fabionová římsa byla též omítnuta a opatřena profilací. Kostel dostal charakteristickou klasicistní barevnost okrové základní plochy a bílých tektonických článků.
Původně byly v kostele umístěny pouze lavice a hlavní oltář. Teprve roku 1857 byly pořízeny varhany, roku 1894 nový neogotický oltář.

## Význam
Stavba je zajímavým příkladem pozdně barokního kostela. Svým důsledně symetrickým utvářením v rytmu A-B-C-B-A velmi umně aplikuje vrcholně barokní formy převzaté ze zámecké či palácové architektury. Unikátní je zde ovšem použitý stavební materiál, který byl v druhé polovině osmnáctého století v Čechách u kostelní stavby už zcela nezvyklý a byl zvolen nepochybně z ekonomických důvodů. Autor projektu je neznámý. Dříve vyslovený předpoklad, že jím byl královéhradecký architekt František Kermer, nemá žádnou oporu v dokladech.

## Galerie

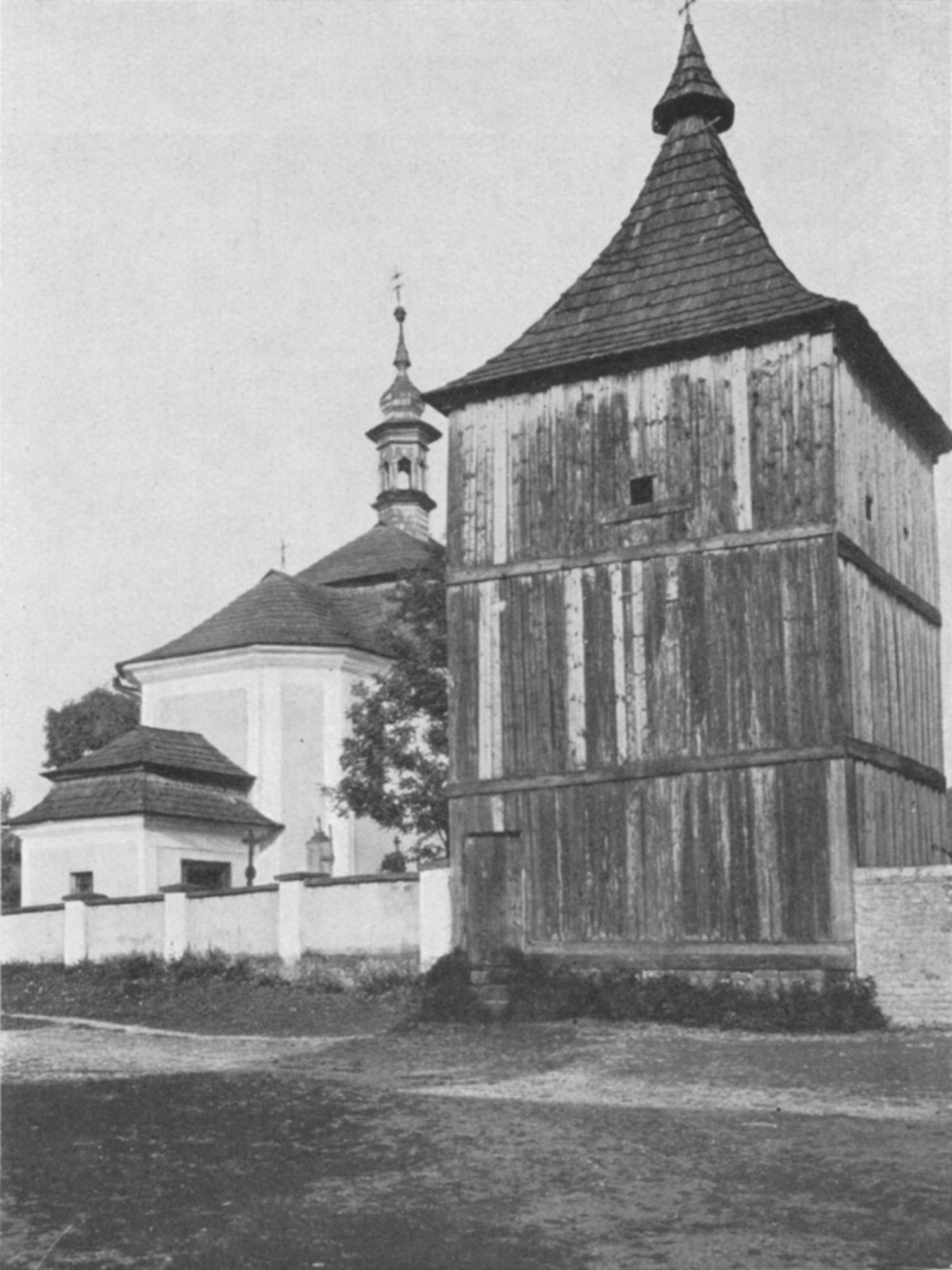
Kostel a zvonice v roce 1916
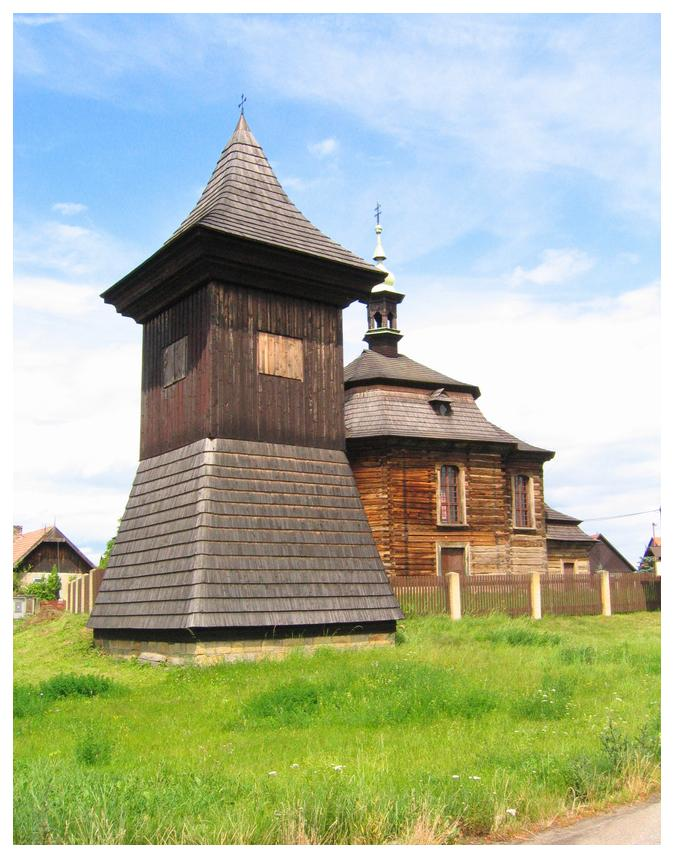
Zvonice u kostela sv. Jiří v Loučné Hoře
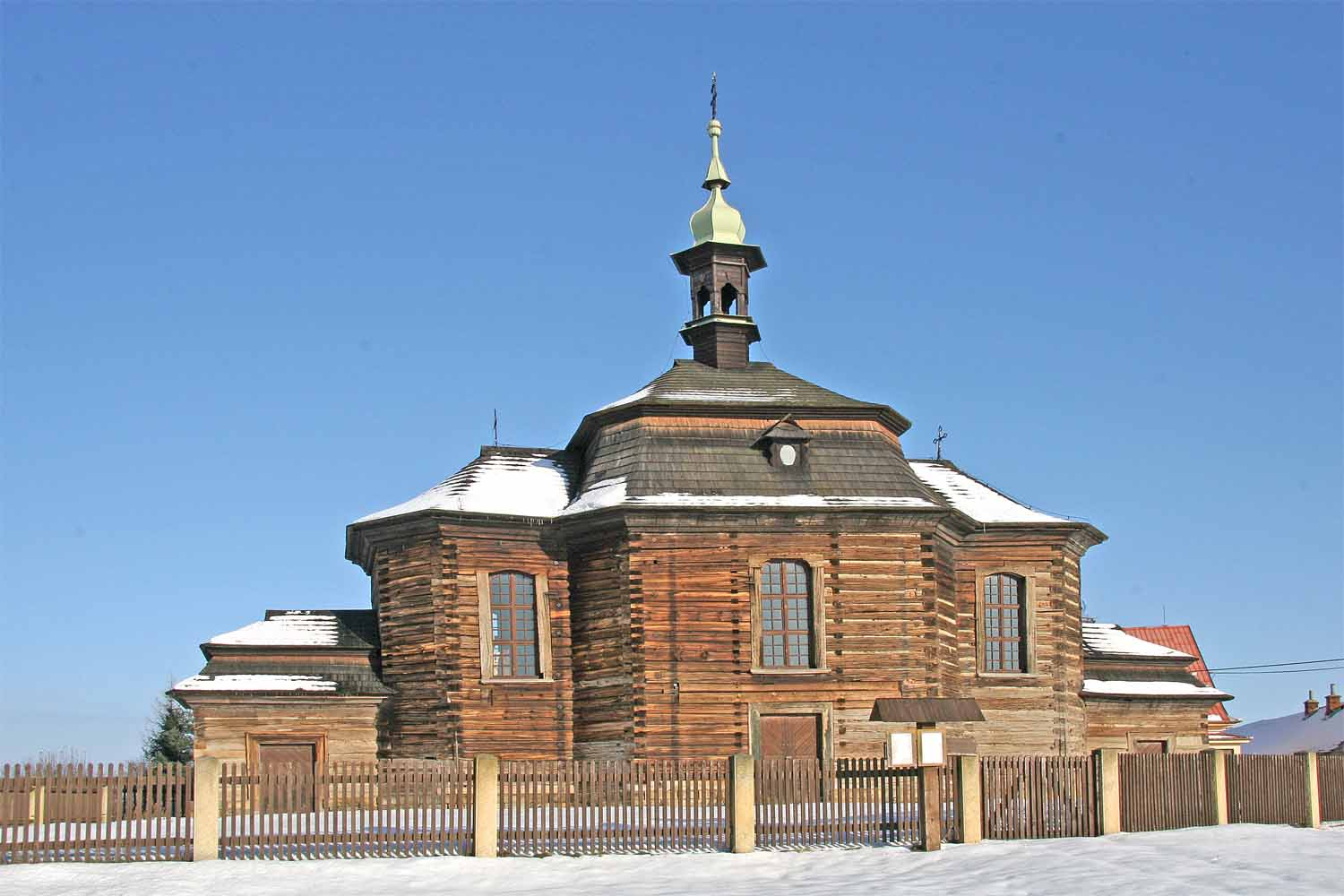
Kostel sv. Jiří v Loučné Hoře v zimě